# Alfa Romeo 6C
Alfa Romeo 6C är en bilmodell, tillverkad av den italienska biltillverkaren Alfa Romeo. 6C tillverkades i två serier, 1500/1750/1900 och 2300/2500, mellan 1927 och 1954. Modellen ersattes av Alfa Romeo 1900.

## 6C-1500 (1927-29)
Vittorio Jano hade kommit till Alfa Romeo 1923 för att konstruera racerbilen P2. Hans nästa uppdrag blev att ta fram en ersättare till den något bedagade landsvägsvagnen RL. Resultatet, 6C-1500 som presenterades 1927, blev en betydligt mindre bil, men med sina nätta mått och avancerade motor utgjorde den nya 6C en perfekt grund för snabba tävlingsbilar. Chassit var konventionellt uppbyggt, men motorn var toppmodern. I den beskedliga Normale-modellen, avsedd för sexsitsiga sedan-karosser, var motorn försedd med en enkel överliggande kamaxel. De kortare Sport och Super Sport-modellerna, oftast försedda med tvåsitsiga spider-karosser från Carrozzeria Touring eller Zagato, hade mer avancerade motorer med dubbla överliggande kamaxlar. För än mer effekt kunde de förses med kompressor.
Tävlingsversionen TF var mycket framgångsrik och Alfa Romeo vann Mille Miglia 1928 med en 6C-1500.
6C-1500 tillverkades i 1 070 exemplar.
Versioner:
| Modell           | Motor               | Cylindervolym | Effekt | Bränslesystem               |
| ---------------- | ------------------- | ------------- | ------ | --------------------------- |
| 1500 Normale     | 6-cyl radmotor SOHC | 1487 cm³      | 44 hk  | Enkel förgasare             |
| 1500 Sport       | 6-cyl radmotor DOHC | 1487 cm³      | 54 hk  | Enkel förgasare             |
| 1500 Super Sport | 6-cyl radmotor DOHC | 1487 cm³      | 60 hk  | Enkel förgasare             |
| 1500 Super Sport | 6-cyl radmotor DOHC | 1487 cm³      | 76 hk  | Enkel förgasare, kompressor |
| 1500 TF          | 6-cyl radmotor DOHC | 1487 cm³      | 84 hk  | Enkel förgasare, kompressor |

## 6C-1750 (1929-33)

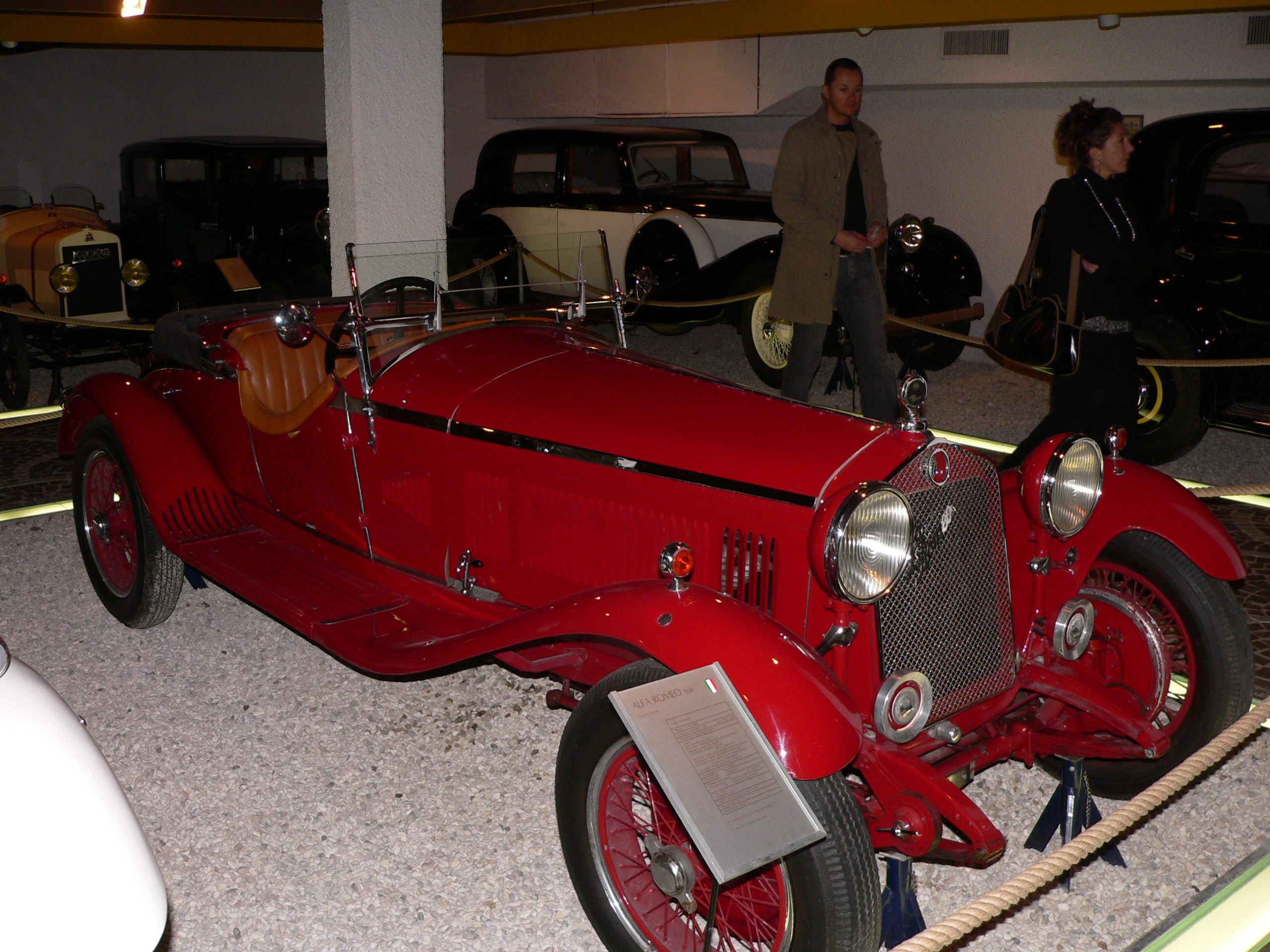
Alfa Romeo 6C-1750

1929 förstorades motorn i 6C-modellen till 1752 cm³, för att vagnen skulle fortsätta vara konkurrentskraftig. I övrigt ändrades inte mycket och tävlingsversionen var fortsatt mycket framgångsrik. 1930 vann Alfa Romeo såväl Mille Miglia som Targa Florio och RAC Tourist Trophy med 6C-1750.
6C-1750 tillverkades i 1 580 exemplar.
Versioner:
| Modell            | Motor               | Cylindervolym | Effekt | Bränslesystem               |
| ----------------- | ------------------- | ------------- | ------ | --------------------------- |
| 1750 Turismo      | 6-cyl radmotor SOHC | 1752 cm³      | 46 hk  | Enkel förgasare             |
| 1750 Gran Turismo | 6-cyl radmotor DOHC | 1752 cm³      | 55 hk  | Enkel förgasare             |
| 1750 Gran Sport   | 6-cyl radmotor DOHC | 1752 cm³      | 64 hk  | Enkel förgasare             |
| 1750 Gran Sport   | 6-cyl radmotor DOHC | 1752 cm³      | 85 hk  | Enkel förgasare, kompressor |
| 1750 TF           | 6-cyl radmotor DOHC | 1752 cm³      | 102 hk | Enkel förgasare, kompressor |

## 6C-1900 (1933)
1933 hade Alfa ersatt 6C-modellen med 8C-2300 som fabrikens främsta tävlingsvagn i sportvagnsracing. Men modellen vidareutvecklades ännu en gång med en större motor, som dessutom försetts med lättmetalltopp. Växellådan var nu synkroniserad och Alfa kunde nu leverera kompletta bilar, med karosser byggda i den egna fabriken. 
6C-1900 blev den sista utvecklingen av första generationens 6C-modeller och tillverkades i 197 exemplar.
Versioner:
| Modell            | Motor               | Cylindervolym | Effekt | Bränslesystem   |
| ----------------- | ------------------- | ------------- | ------ | --------------- |
| 1900 Gran Turismo | 6-cyl radmotor DOHC | 1917 cm³      | 68 hk  | Enkel förgasare |

## 6C-2300 (1934-38)

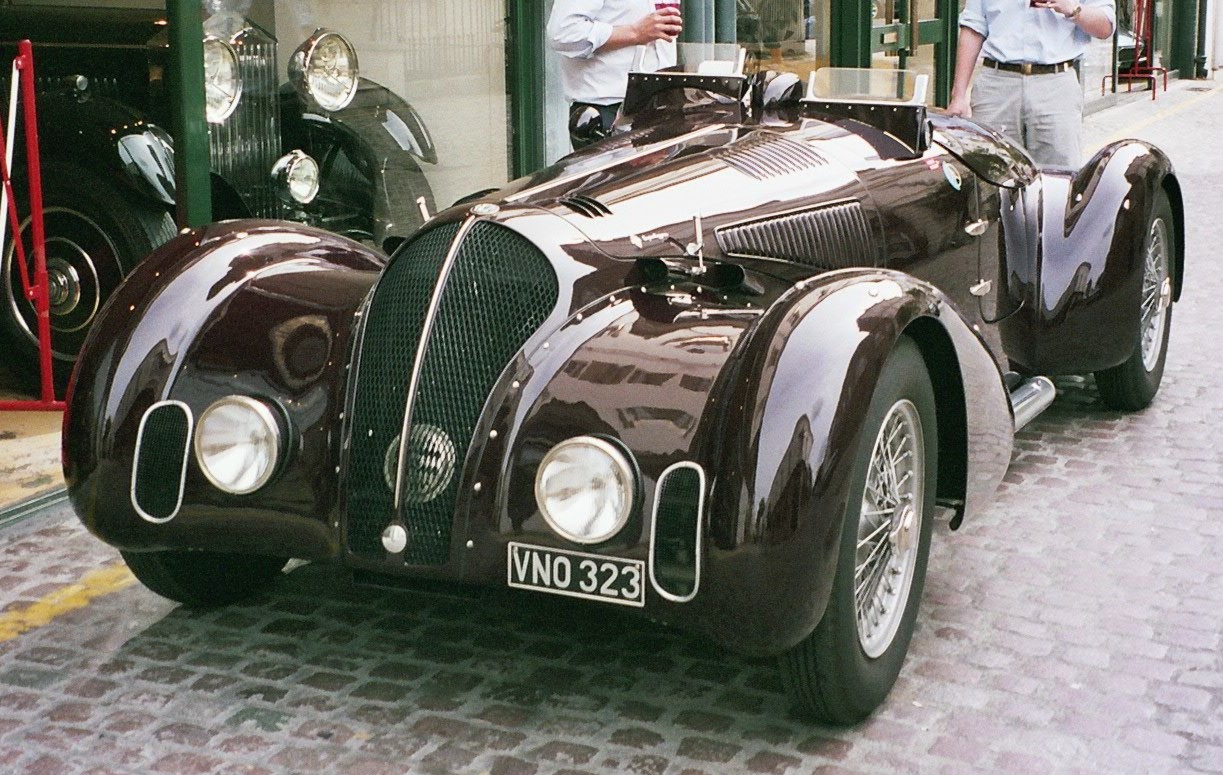
Alfa Romeo 6C-2300 B, med Touring-kaross

1934 hade Alfa Romeo blivit ett statsägt företag. Detta år presenterades en helt ny 6C-modell med en nykonstruerad, större motor, återigen signerad Vittorio Jano. Chassitekniken hade dock hämtats från företrädaren. 
Ett år senare kom en reviderad modell, kallad 6C-2300 B. Här hade motorn placerats i ett helt nykonstruerat chassi, med individuell framhjulsupphängning och pendelaxel bak, samt hydrauliska bromsar.
6C-2300 tillverkades i 760 exemplar med stela axlar och 870 exemplar av B-modellen.
Versioner:
| Modell              | Motor               | Cylindervolym | Effekt | Bränslesystem    | Hjulbas |
| ------------------- | ------------------- | ------------- | ------ | ---------------- | ------- |
| 2300 Turismo        | 6-cyl radmotor DOHC | 2309 cm³      | 68 hk  | Enkel förgasare  | 3,21 m  |
| 2300 Gran Turismo   | 6-cyl radmotor DOHC | 2309 cm³      | 76 hk  | Enkel förgasare  | 2,93 m  |
| 2300 Pescara        | 6-cyl radmotor DOHC | 2309 cm³      | 95 hk  | Dubbla förgasare | 2,93 m  |
| 2300 B Turismo      | 6-cyl radmotor DOHC | 2309 cm³      | 70 hk  | Enkel förgasare  | 3,25 m  |
| 2300 B Gran Turismo | 6-cyl radmotor DOHC | 2309 cm³      | 76 hk  | Enkel förgasare  | 3,00 m  |
| 2300 B Pescara      | 6-cyl radmotor DOHC | 2309 cm³      | 95 hk  | Dubbla förgasare | 3,00 m  |

## 6C-2500 (1939-54)

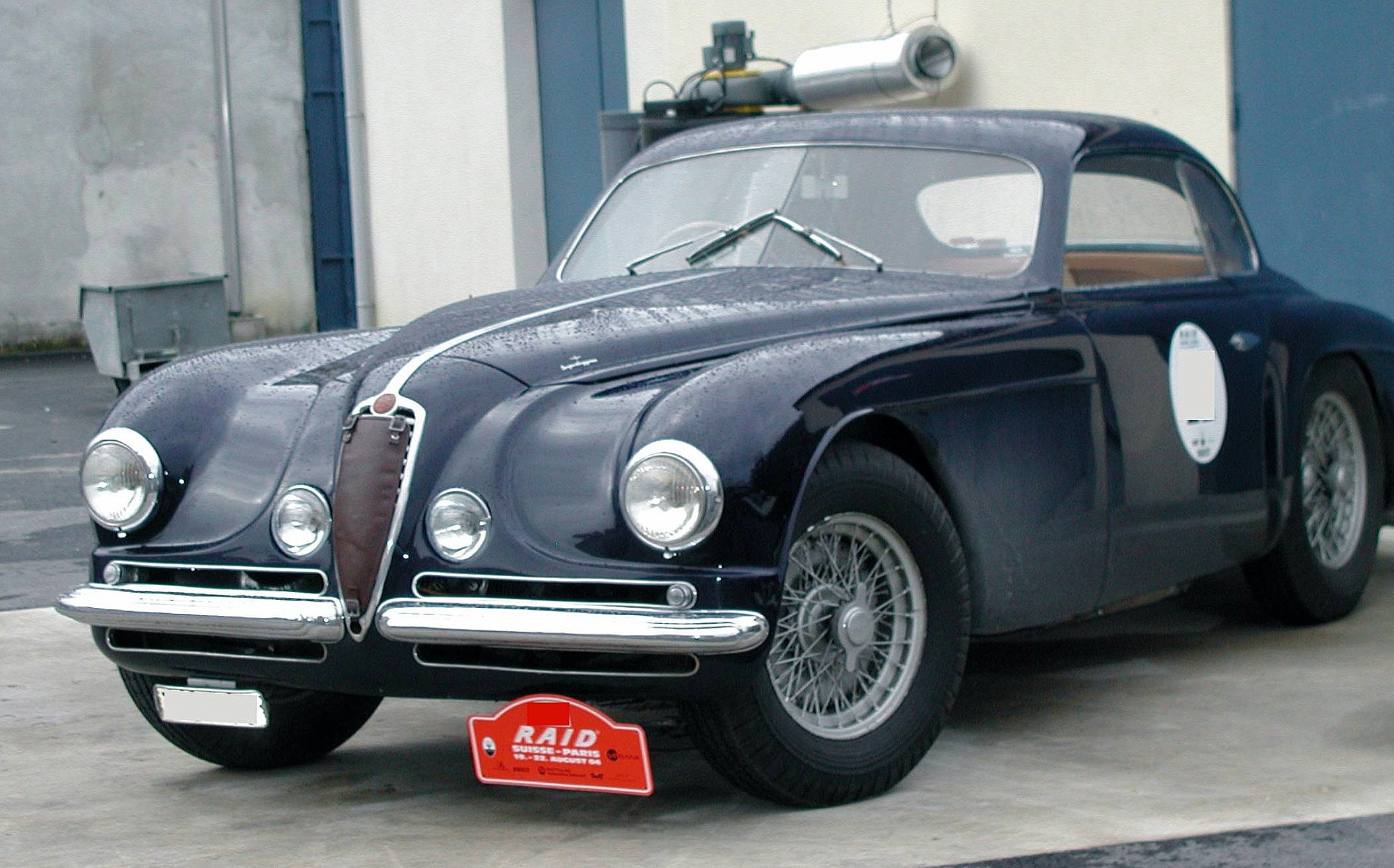
Alfa Romeo 6C-2500 Villa d'Este

6C fick en större motor 1939, som i tävlingsversionen SS Corsa lämnade hela 125 hk. På andra sidan av skalan fanns den spartanska versionen Coloniale, som Alfa byggde åt den italienska armén. 750 exemplar tillverkades innan produktionen avstannade 1942.
Efter andra världskriget tog Alfa upp produktionen av 6C-2500 1946. Bilen fick nu helsynkroniserad växellåda och rattspak. Sport-versionerna hade lägre kompression för att anpassas till efterkrigstidens bensinkvalitet. Företagets standardkaross var en stor tvådörrars sedan, kallad Freccia d’Oro (Guldpilen). Med modellen Competizione kom Alfa tillbaka till motorsporten och med den tog Juan Manuel Fangio en tredjeplats i Mille Miglia 1950.
Efterkrigsproduktionen av 6C-2500 uppgick till 1 830 exemplar fram till 1954 och med den upphörde även traditionen av mer eller mindre handbyggda lyxsportvagnar från Alfa Romeo.
Versioner:
| Modell                 | Motor               | Cylindervolym | Effekt | Bränslesystem    | Hjulbas |
| ---------------------- | ------------------- | ------------- | ------ | ---------------- | ------- |
| 2500 Turismo           | 6-cyl radmotor DOHC | 2443 cm³      | 90 hk  | Enkel förgasare  | 3,25 m  |
| 2500 Sport             | 6-cyl radmotor DOHC | 2443 cm³      | 95 hk  | Enkel förgasare  | 3,00 m  |
| 2500 Super Sport       | 6-cyl radmotor DOHC | 2443 cm³      | 110 hk | Dubbla förgasare | 2,70 m  |
| 2500 Super Sport Corsa | 6-cyl radmotor DOHC | 2443 cm³      | 125 hk | Tre förgasare    | 2,50 m  |
| 2500 Competizione      | 6-cyl radmotor DOHC | 2443 cm³      | 145 hk | Tre förgasare    | 2,50 m  |